# Yangqiao (köpinghuvudort i Kina, Jiangxi Sheng, lat 27,96, long 114,59)
Yangqiao är en köpinghuvudort i Kina. Den ligger i provinsen Jiangxi, i den sydöstra delen av landet, omkring 150 kilometer sydväst om provinshuvudstaden Nanchang. Antalet invånare är 34 755. Befolkningen består av 16 076 kvinnor och 18 679 män. Barn under 15 år utgör 18,0 %, vuxna 15-64 år 71 %, och äldre över 65 år 10,0 %.
Runt Yangqiao är det ganska tätbefolkat, med 222 invånare per kvadratkilometer. Närmaste större samhälle är Fenyi, 18,0 km söder om Yangqiao. Trakten runt Yangqiao består till största delen av jordbruksmark.
Genomsnittlig årsnederbörd är 2 315 millimeter. Den regnigaste månaden är maj, med i genomsnitt 349 mm nederbörd, och den torraste är oktober, med 28 mm nederbörd.